# Igor (album)
Pour les articles homonymes, voir Igor.
Albums de Tyler, The Creator
Music Inspired by Illumination & Dr. Seuss' The Grinch
(2018) Call Me If You Get Lost
(2021)
Singles
1. Earfquake
Sortie : 4 juin 2019

Igor, stylisé en majuscule, est le cinquième album studio de Tyler, The Creator, sorti le 17 mai 2019 sur le label Columbia Records.

## Historique
Le 26 avril 2019, un rapport financier complémentaire de Sony révèle qu'un nouvel album de Tyler est attendu pour le mois de juillet. Cependant, début mai, le rappeur annonce la sortie prochaine de son album.
Dès lors, le rappeur dévoile des mini-extraits de l'album accompagnés de clip vidéo. Il partage ainsi Igor's Theme, What's Good, A Boy is a Gun* et New Magic Wand à quelques jours d'intervalle. Sur trois de ces clips, Tyler est affabulé d'une perruque blonde en coupe au bol et de costumes rétro aux couleurs vives. En description de New Magic Wand sur Youtube, Tyler remercie Santigold, laissant présager une collaboration entre les deux artistes.
Quelques heures avant sa sortie, Tyler poste sur Instagram des conseils pour l'écoute d'Igor : « C’est IGOR. Ne vous jetez pas dedans avec l’espoir d’écouter un album de rap. Ne vous jetez pas dedans avec l’espoir d’écouter n’importe quel album. Juste allez-y, jetez-vous dedans ».
Quelques heures après la sortie de l'album, Tyler sort le clip vidéo de Earfquake où il invite l'actrice Tracee Ellis Ross. Le 4 juin suivant, la chanson est envoyée à la station radio Rhythmic contemporary en tant que single principal de l'album aux États-Unis.

## Réception

### Commerciale
Igor débute à la première place au Billboard 200, cumulant 165 000 équivalences ventes (physiques, streaming et téléchargements mélangés). C'est la toute première fois que Tyler atteint cette position.

### Critique
Igor reçoit un accueil unanime de la presse à sa sortie. Sur le site Metacritic, il totalise un score de 81/100, basé sur dix-huit critiques.
Dans une critique enthousiaste, Roisin O'Connor de The Independent décrit : « La production ici est superbe. Tyler n’a jamais fait partie de la structure des chansons traditionnelles, mais sur IGOR, il est comme le Minotaure qui vous attire dans un labyrinthe qui tourne et tourne autour de coins apparemment impossibles, vous entraînant dans le passionnant inconnu ».

## Liste des titres
| No  | Titre                                        | Auteur                                                      | Durée |
| --- | -------------------------------------------- | ----------------------------------------------------------- | ----- |
| 1.  | Igor's Theme                                 | Tyler Okonma, Symere Woods                                  | 3:20  |
| 2.  | Earfquake                                    | Okonma, Jordan Carter                                       | 3:10  |
| 3.  | I Think                                      | Okonma, Bibi Mascel                                         | 3:32  |
| 4.  | Exactly What You Run from You End Up Chasing | Okonma                                                      | 0:14  |
| 5.  | Running out of Time                          | Okonma, Darryl McDaniels, Jason Mizell, Joseph Ward Simmons | 2:57  |
| 6.  | New Magic Wand                               | Okonma                                                      | 3:15  |
| 7.  | A Boy Is a Gun                               | Okonma, Bobby Dukes, Bobby Massey, Lester Allen McKenzie    | 3:30  |
| 8.  | Puppet                                       | Okonma, Kanye West, David Smith                             | 2:59  |
| 9.  | What's Good                                  | Okonma, slowthai                                            | 3:25  |
| 10. | Gone, Gone / Thank You                       | Okonma, Abhs, Cullen Omorin, Tatsuro Yamashita, Alan O'Day  | 6:15  |
| 11. | I Don't Love You Anymore                     | Okonma                                                      | 2:41  |
| 12. | Are We Still Friends?                        | Okonma, Al Green                                            | 4:25  |

Notes
- Tous les titres sont stylisés en majuscules.
- Igor's Theme comprend des vocales non créditées de Lil Uzi Vert.
- Earfquake comprend des vocales non créditées de Playboi Carti.
- I Think comprend des vocales non créditées de Solange.
- Exactly What You Run from You End Up Chasing comprend un dialogue non crédité de Jerrod Carmichael.
- Puppet comprend des vocales non créditées de Kanye West.
- What's good comprend des vocales non crédités de slowthai.
- Are We Still Friends? comprend une piste de guitare non créditée de Jack White

## Crédits
Musiciens
- Tyler Okonma – vocales, production, arrangement
- Lil Uzi Vert – vocales (piste 1)
- Playboi Carti – vocales (piste 2)
- Solange – vocales (piste 3), chœurs (pistes 7 et 11)
- Jerrod Carmichael – vocales (piste 4), vocales additionnelles (pistes 6 et 8 à 10)
- Kanye West – vocales (piste 8)
- slowthai – vocales (piste 9)
- Anthony Evans – chœurs (pistes 1, 3 et 10)
- Amanda Brown – chœurs (pistes 1, 3 et 10)
- Tiffany Stevenson – chœurs (pistes 1, 3 et 10)
- Charlie Wilson – chœurs (pistes 2 et 11), vocales (piste 4)
- Jessy Wilson – chœurs (pistes 2, 5, 6, 8, 10 et 11)
- Ryan Beatty – chœur (piste 3)
- Santigold – chœurs (pistes 4, 6 et 8)
- Cee Lo Green – chœur (piste 10)
- La Roux – chœur (piste 10)
- Pharrell Williams – chœur (piste 12)
- Slowthai – vocales additionnelles (piste 9)
- Kevin Kendrick – clavier (piste 3), clavier additionnel (piste 7), carillon (piste 8)
- Jack White

Production
- Vic Wainstein – enregistrement
- Tyler Okonma – enregistrement
- Kingston Callaway – enregistrement
- John Armstrong – assistant enregistrement
- Ben Fletcher – assistant enregistrement
- Rob Bisel – assistant enregistrement
- Ashley Jacobson – assistant enregistrement
- Thomas Cullison – assistant enregistrement
- Josh Sellers – assistant enregistrement
- Derrick Jenner – assistant enregistrement
- Neal H Pogue – mixage
- Zachary Acosta – assistant mixage
- MeMiceElfani – assistant mixage
- Mike Bozzi – matriçage

## Classements hebdomadaires
| Classement (2019)                   | Meilleure position |
| ----------------------------------- | ------------------ |
| Allemagne (Media Control AG)        | 29                 |
| Australie (ARIA)                    | 3                  |
| Autriche (Ö3 Austria Top 40)        | 7                  |
| Belgique (Flandre Ultratop)         | 5                  |
| Belgique (Wallonie Ultratop)        | 40                 |
| Canada (Canadian Albums Chart)      | 2                  |
| Danemark (Tracklisten)              | 4                  |
| Écosse (OCC)                        | 20                 |
| États-Unis (Billboard 200)          | 1                  |
| États-Unis (Top R&B/Hip-Hop Albums) | 1                  |
| Finlande (Suomen virallinen lista)  | 6                  |
| France (SNEP)                       | 43                 |
| Irlande (Irish Albums Chart)        | 4                  |
| Italie (FIMI)                       | 32                 |
| Norvège (VG-lista)                  | 3                  |
| Nouvelle-Zélande (RIANZ)            | 2                  |
| Pays-Bas (Mega Album Top 100)       | 4                  |
| Portugal (AFP)                      | 5                  |
| Tchéquie (IFPI)                     | 5                  |
| Royaume-Uni (UK Albums Chart)       | 4                  |
| Royaume-Uni (R&B Albums)            | 1                  |
| Suède (Sverigetopplistan)           | 5                  |
| Suisse (Schweizer Hitparade)        | 14                 |

## Certifications
| Pays                  | Certification | Unités certifiées |
| --------------------- | ------------- | ----------------- |
| Australie (ARIA)      | Or            | 35 000            |
| Canada (Music Canada) | Or            | 40 000            |
| Danemark (IFPI)       | Or            | 10 000            |
| États-Unis (RIAA)     | Platine       | 1 000 000         |
| Royaume-Uni (BPI)     | Or            | 100 000           |